# De verzamelaars
De verzamelaars (Engels: The Collectors) is een boek uit 2006 van de Amerikaanse auteur David Baldacci.

## Inhoud
De Speaker of the House en het hoofd van de afdeling Zeldzame Boeken van het Library of Congress worden beiden dood gevonden. De Speaker is vermoord door een sluipschutter en het hoofd van de afdeling Zeldzame Boeken overlijdt door "onbekende omstandigheden". Oliver Stone en de Camel Club worden argwanend, alhoewel ze zich eerst overgeven aan de overactieve samenzweringsverbeelding van Stone. Stone en zijn mensen ontdekken dat Seagraves geheimen van de Amerikaanse inlichtingendienst verkoopt aan terroristen uit het Midden-Oosten, waarbij hij hun inspanningen in de regio compromitteert en ernstig belemmert. Wanneer ze naar de Secret Service gaan voor hulp keren de agenten hun de rug toe. Seagraves ontvoert en martelt Stone voor informatie, hoewel Seagraves zelf de moorden heeft begaan. Annabelle Conroy wordt geïntroduceerd als een oplichtster die vlucht voor haar leven, nadat ze een kraak heeft gezet bij een casino in Atlantic City. De eigenaar van het casino, Jerry Bagger, doet er alles aan om Conroy en haar team te vinden en te vermoorden. In de climax wordt Seagraves vermoord door een mes dat in zijn halsslagader wordt gegooid door Stone, een ex-CIA moordenaar, net als Seagraves. Alex Ford en zijn agenten nemen de overige medewerkers van Seagraves in bewaring. Het boek eindigt met een opzet voor De verraders, het volgende boek van Baldacci.